# Liberica-Kaffee
Liberica-Kaffee (Coffea liberica) ist eine Pflanzenart der Gattung Kaffeepflanzen (Coffea) aus der Familie der Rötegewächse (Rubiaceae). Das natürliche Verbreitungsgebiet der Art liegt im Flachland Westafrikas, die Art wird allerdings auch in Südostasien angebaut.

## Merkmale

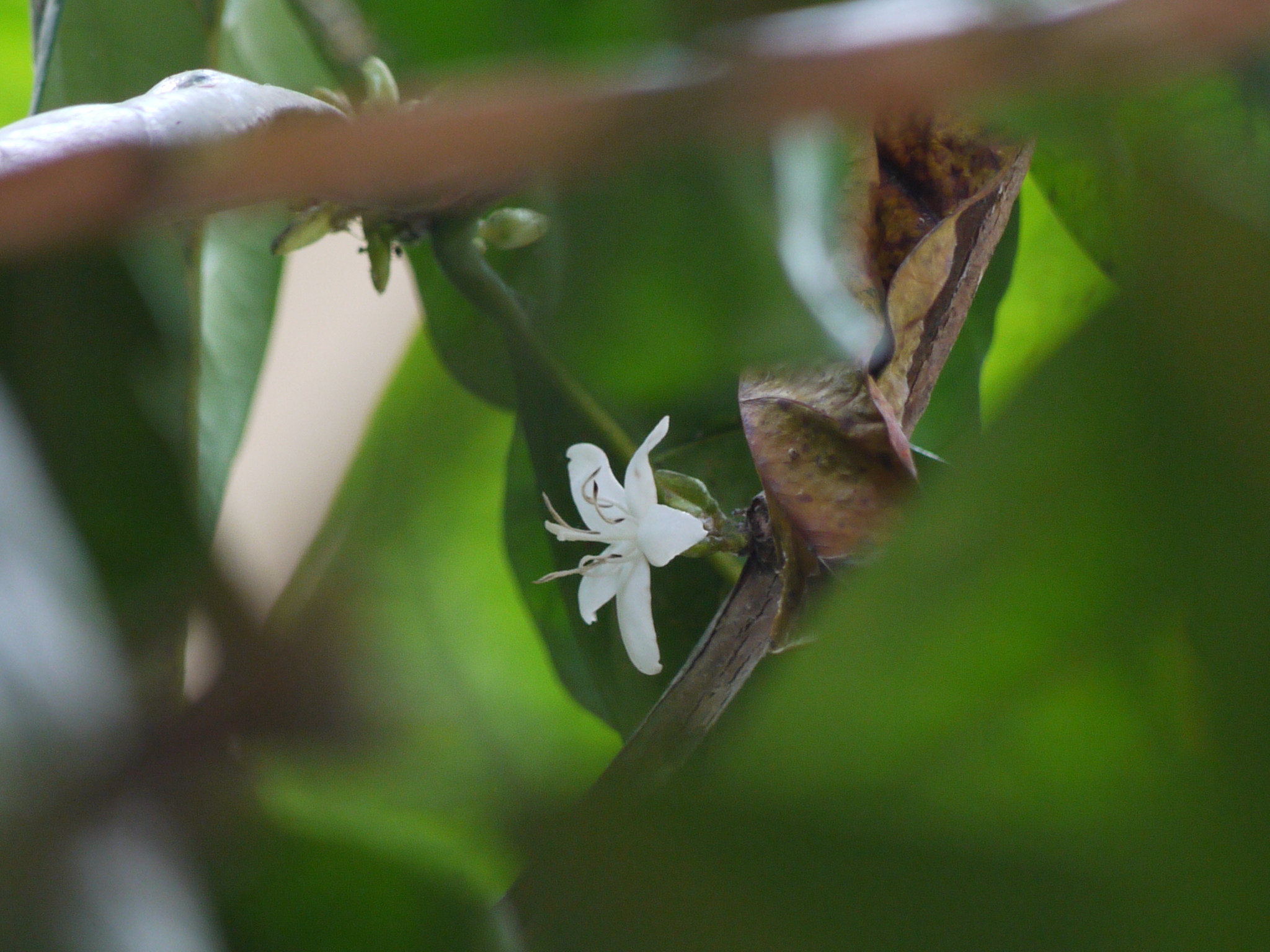
Coffea liberica

Coffea liberica erreicht bei ungestörtem Wuchs als kräftiger Strauch bis mittelgroßer Baum eine Wuchshöhe von bis zu 20 Metern. Die Laubblätter sind verlängert-eiförmig bis elliptisch, zugespitzt und ledrig. Sie werden bis zu 35 cm lang und 15 cm breit und tragen 6 bis 13 Queradern. Der Blattrand ist leicht gewellt. Die Nebenblätter sind 2 bis 4 mm kurz und dreieckig bis eiförmig. Die fünf- (bis neun-)zähligen Blüten stehen in blattachselständigen Haufen. Die bei Reife rote Steinfrucht ist 1 bis 2 cm lang und wird von Vögeln, Fledermäusen oder Nagetieren verbreitet.
Die Chromosomenzahl beträgt 2n = 22.

## Systematik
Neben Coffea liberica var. liberica gibt es noch eine weitere Varietät:
- Excelsa-Kaffee (Coffea liberica var. dewevrei (De Wild. & T.Durand) Lebrun)

## Nutzung
Liberica-Kaffee ist im Vergleich zu den Arten Robusta und Arabica von geringer wirtschaftlicher Bedeutung. Zu den Anbaugebieten zählen Liberia, Sierra Leone, Zentralafrikanische Republik, Benin, Philippinen, Indonesien und Vietnam. 
Libericafrüchte sind im Vergleich zu Arabica oder Robusta härter, saftloser, enthalten weniger Zucker und mehr Koffein. Daher werden die Bohnen als vergleichsweise minderwertig angesehen. Liberica benötigt zudem neben dem Excelsa-Kaffee (Coffea liberica var. dewevrei) den längsten Reifeprozess von 12 bis 14 Monaten. Die Sorte gilt jedoch als sehr widerstandsfähig gegen Parasiten und ist in Produktionsmenge und Lebensdauer sowohl Arabica als auch Robusta überlegen. 